# Коста, Лоренцо
Лоре́нцо Ко́ста (итал. Lorenzo Costa; 1460, Феррара — 5 марта 1535, Мантуя), иначе Лоре́нцо Ко́ста ди Отта́вио Ста́рший (il Vecchio) — итальянский живописец, представитель феррарской и мантуанской школ живописи эпохи итальянского Возрождения.

## Биография
Под фамилией Коста известно несколько художников, работавших в Ферраре, Болонье и Мантуе. Андреа Коста (?) — живописец раннего итальянского Возрождения родом из Виченцы по прозванию Андреа да Виченца, в 1424—1457 годах он работал в Ферраре. Лоренцо Коста ди Оттавио Старший родился в Ферраре в семье художника Джованни Баттиста и Бартоломеи. Он был отцом художников Ипполито Коста (1506—1561) и Джироламо Коста, и дедом Лоренцо Коста Младшего (1537—1583), сына Джироламо по прозванию «Мантуанец» (Mantovano). Были и другие феррарские и мантуанские художники под той же фамилией.
Согласно «Жизнеописаниям», составленным Джорджо Вазари, Лоренцо Коста Старший был учеником Козимо Туры в Ферраре. Обученный в феррарской и болонской среде, по примеру Козимо Туры и Эрколе де Роберти, он уехал жить во Флоренцию, где изучал творчество флорентийских художников: там он стал учеником Беноццо Гоццоли.
Переселившись в 1483 году в Болонью, Лоренцо Коста написал знаменитый алтарь Бентивольо и другие фрески на стенах Капеллы Бентивольо в церкви Сан-Джакомо-Маджоре. Он был большим другом Франческо Франчи, оказал влияние на стиль и технику последнего.
В 1506 году по приглашению мантуанской маркизы Изабеллы д’Эсте, покровительницы художников, Лоренцо Коста переехал в Мантую и стал придворным живописцем её супруга маркиза Франческо II Гонзага. Для «Студиоло Изабеллы» (её знаменитой коллекции картин) в Castello di San Giorgio художник написал два произведения — «Изабелла д’Эсте в царстве Гармонии» (Isabella d’Este nel regno di Armonia, 1506, Лувр) и «Правление бога Комуса» (1511, Лувр), основанные на незаконченных рисунках к двум отвергнутым картинам Андреа Мантеньи.

## Творчество
Творчество Лоренцо Косты относят к феррарской школе живописи, но большую часть своих работ этот художник создавал под влиянием Эрколе де Роберти. Этот «эмилианский опыт» (области Эмилия-Романья со столицей в Болонье) также привёл к влиянию на него школы Форли в лице Бальдассара Каррари Младшего.
Мягкие и непринуждённые тональные отношения живописи Косты напоминают произведения Перуджино, Филиппо Липпи, Пьеро ди Козимо. Равновесие, достигнутое художником в этих многообразных влияниях, но не застрахованное от манерности, осталось неизменным на протяжении всей его деятельности. Его произведения свидетельствуют о том, что у него не было богатой фантазии и большого дара композиции, но они привлекательны тёплым и гармоничным колоритом. Лучшие из них находятся в парижском Лувре, в Болонской пинакотеке, в церкви Сан-Петронио в Болонье и в Берлинской картинной галерее. «Женский портрет» Лоренцо Косты имеется в Санкт-Петербургском Эрмитаже.

## Галерея

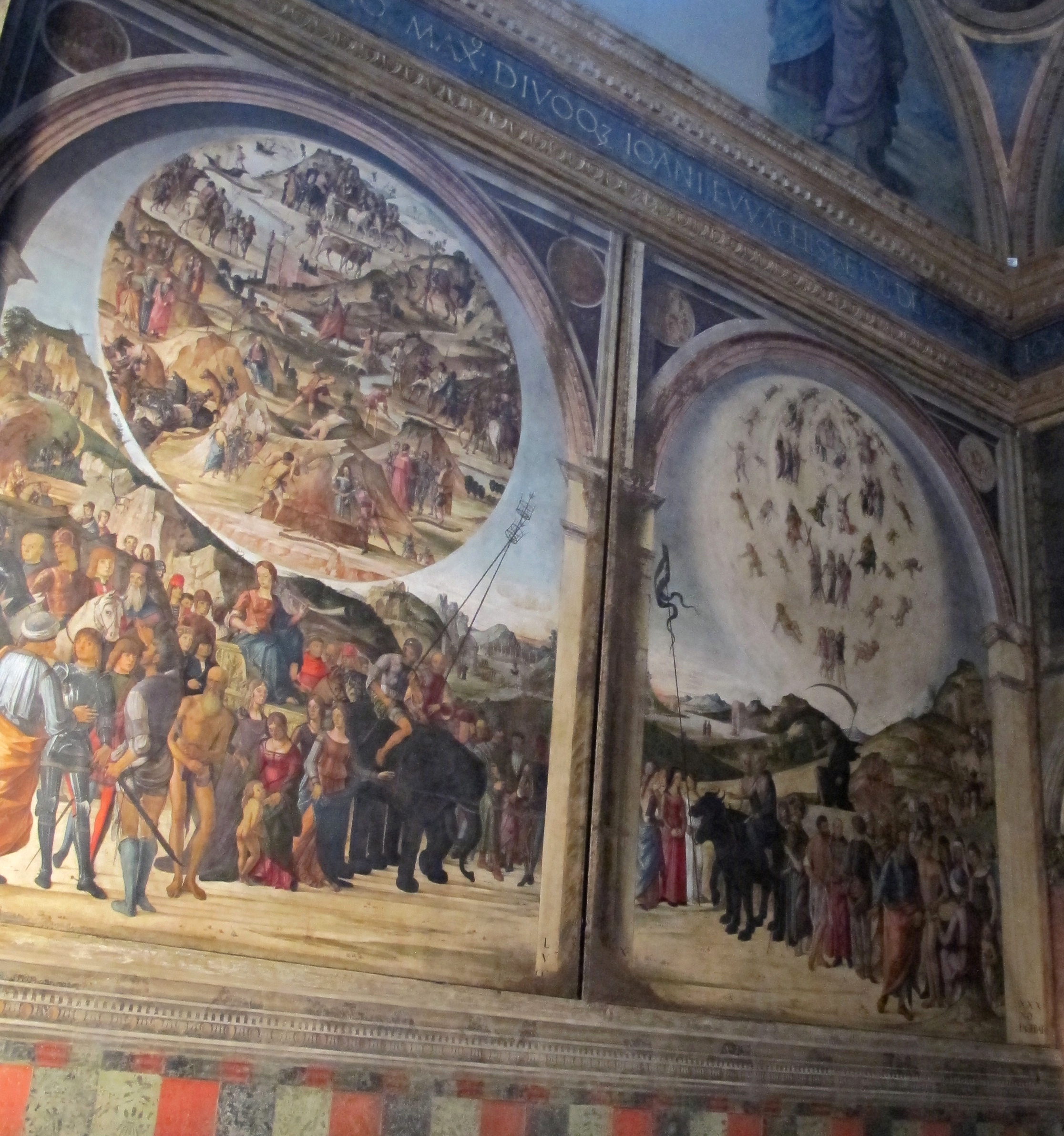
Фрески Капеллы Бентивольо, церковь Сан-Джакомо-Маджоре, Болонья
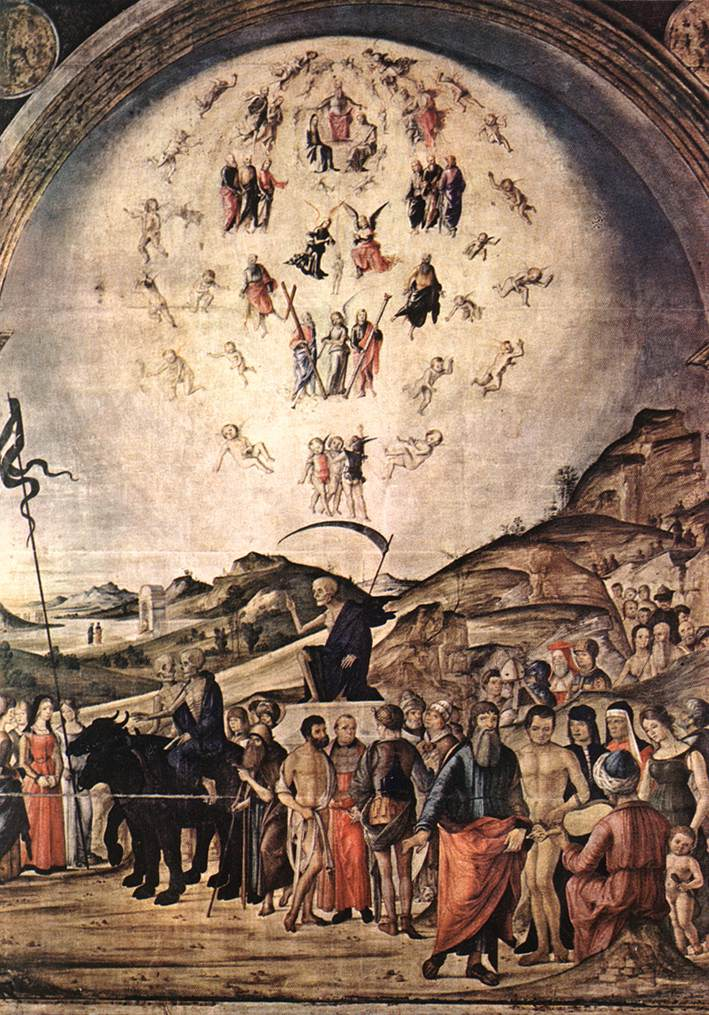
Триумф Смерти. Фреска Капеллы Бентивольо. 1490
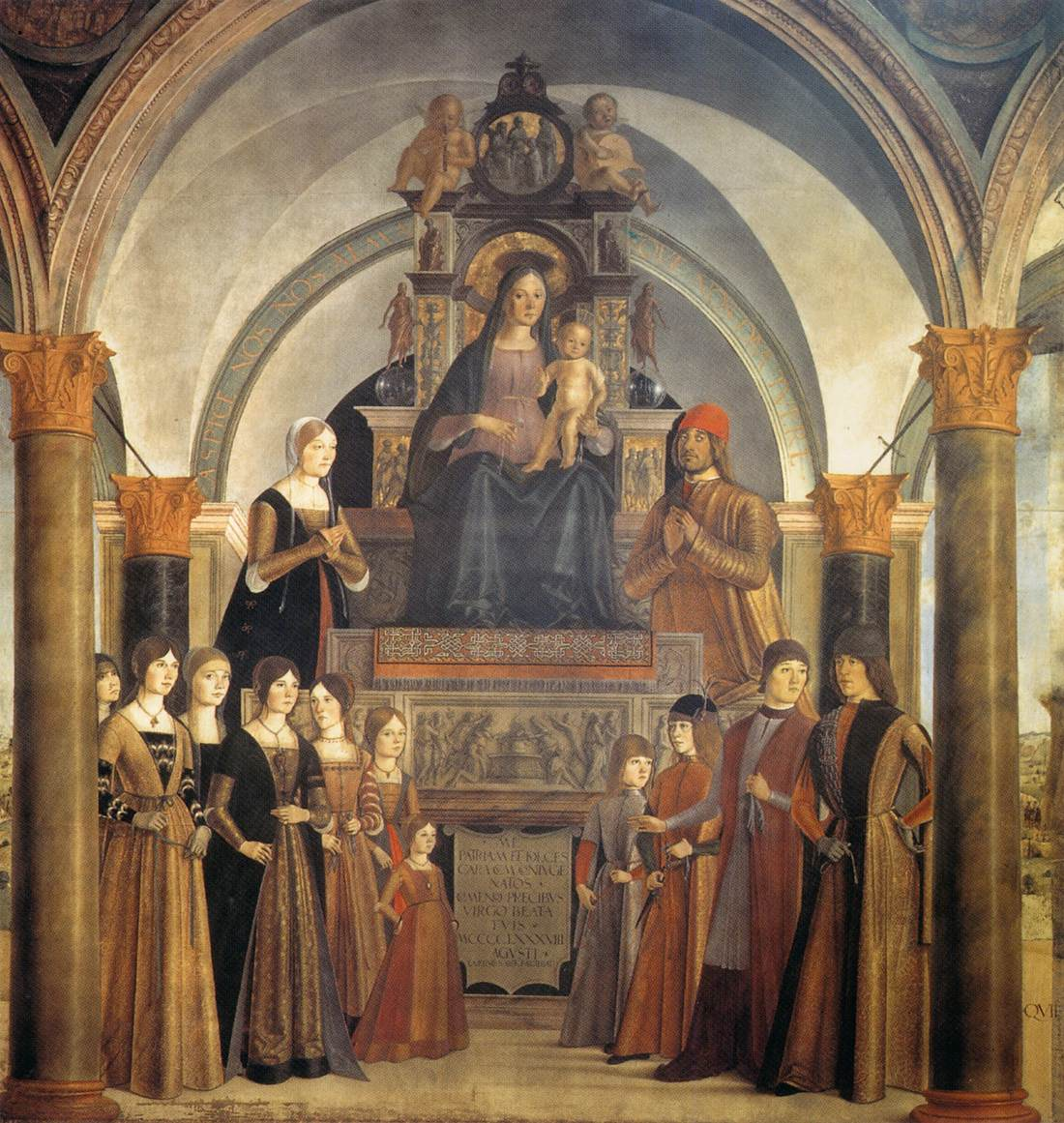
Святое собеседование. Алтарь Бентивольо (Мадонна с Младенцем на троне, Джованни II Бентивольо и члены его семьи). 1488. Холст, масло. Капелла Бентивольо, церковь Сан-Джакомо-Маджоре, Болонья
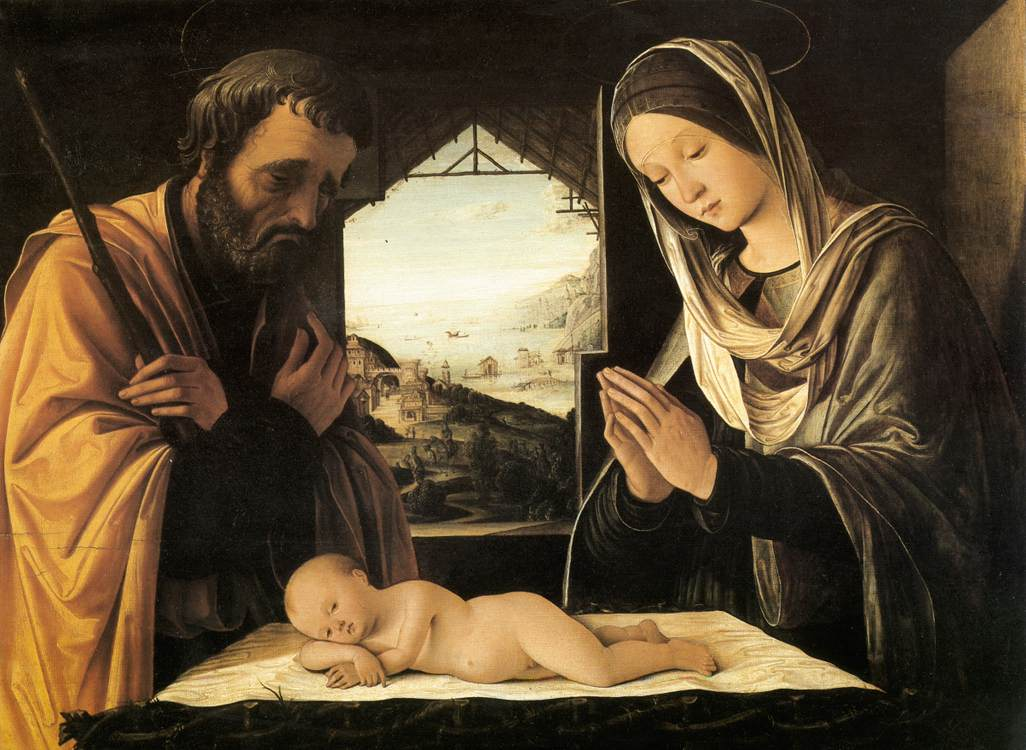
Святое семейство. Ок. 1490. Дерево, масло. Музей изобразительных искусств, Лион
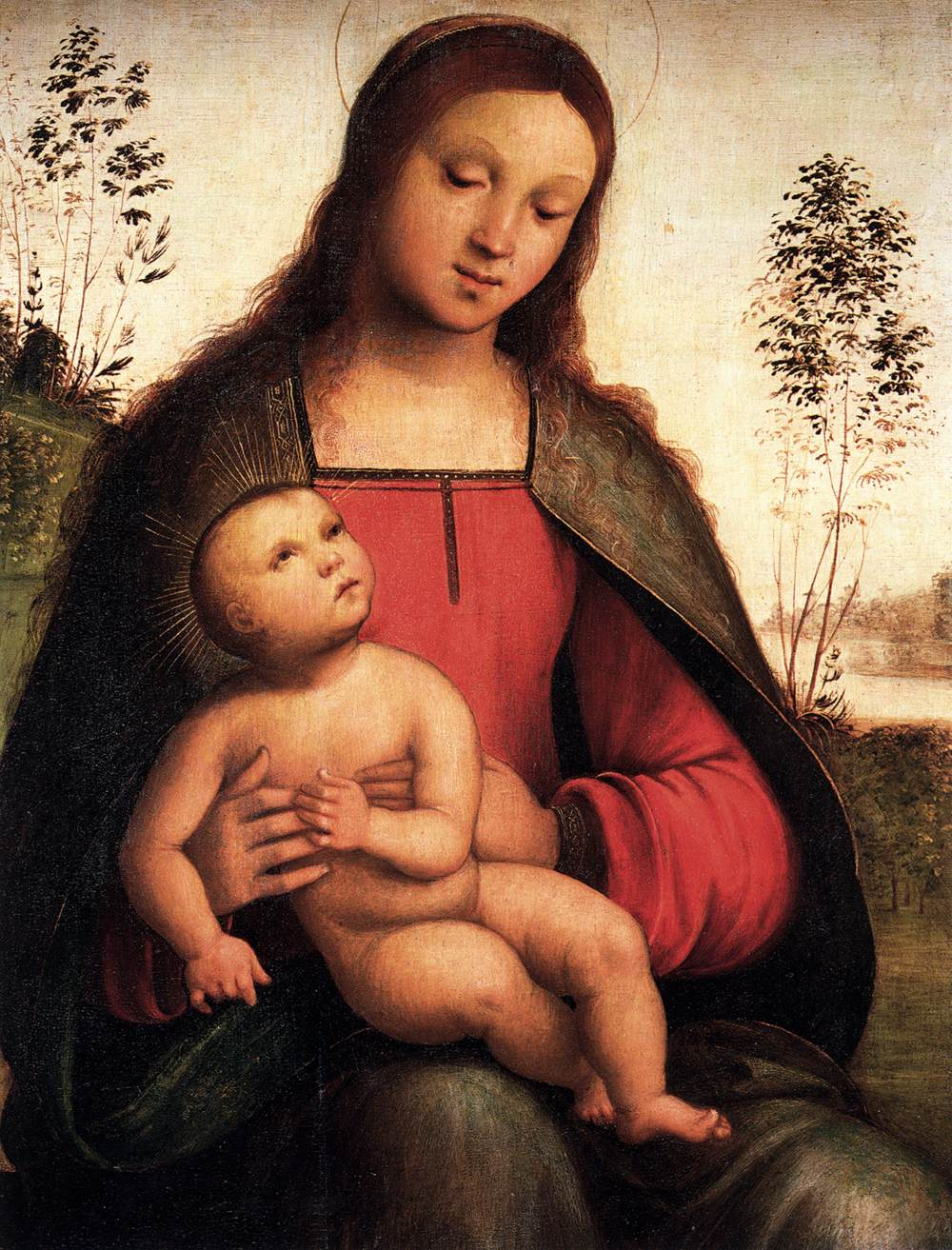
Мадонна с Младенцем. Ок. 1501. Дерево, масло. Фонд Витторио Чини, Венеция
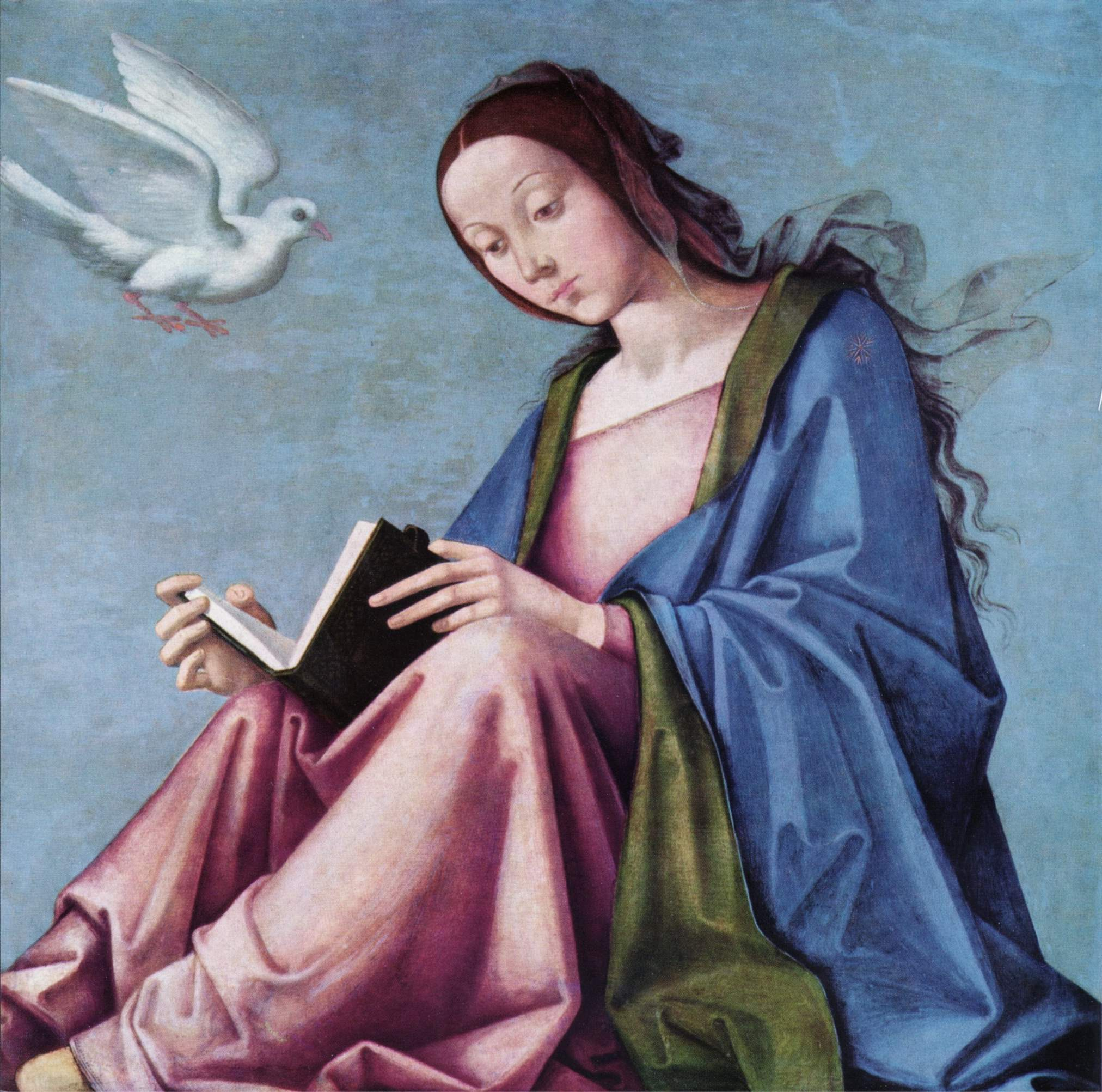
Дева Мария читающая. Ок. 1505. Дерево, масло. Галерея Старых матеров, Дрезден
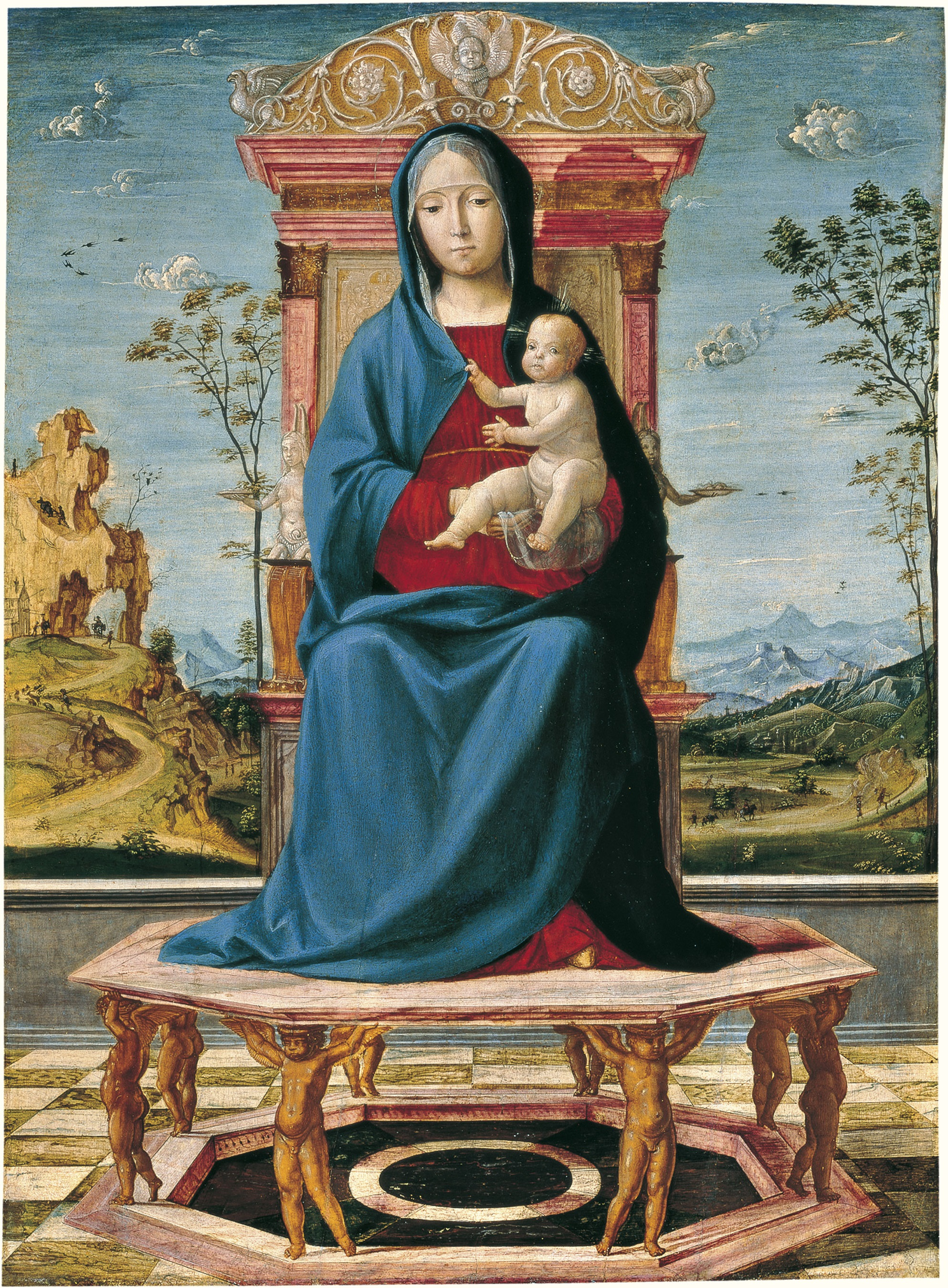
Мадонна с Младенцем на троне. 1495. Дерево, масло. Музей Тиссена-Борнемисы, Мадрид
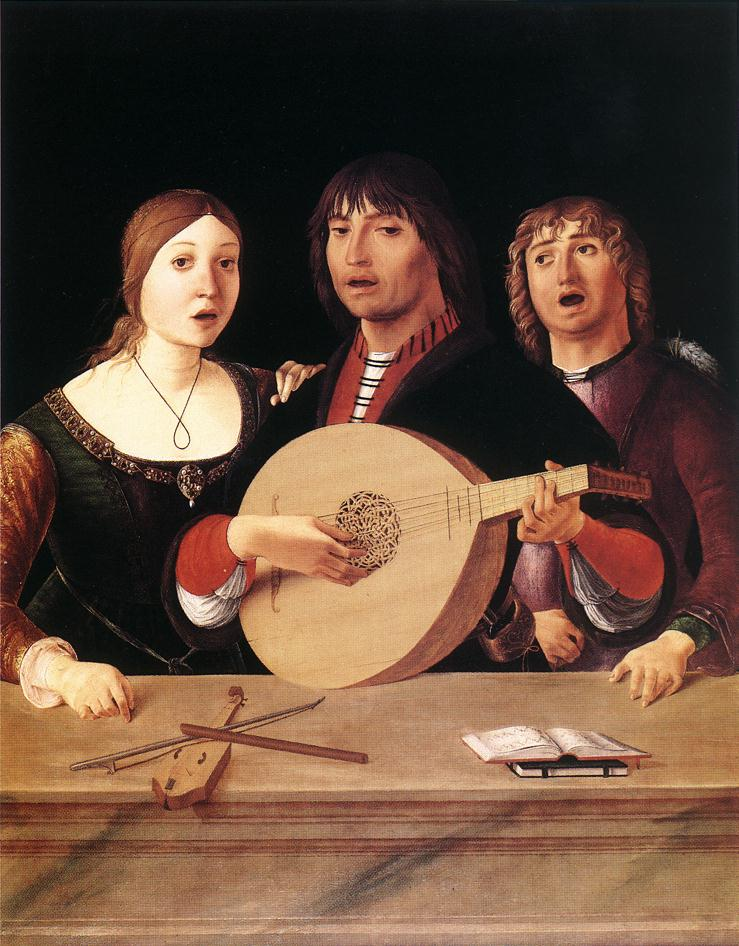
Концерт. Ок. 1495. Дерево, масло. Национальная галерея, Лондон
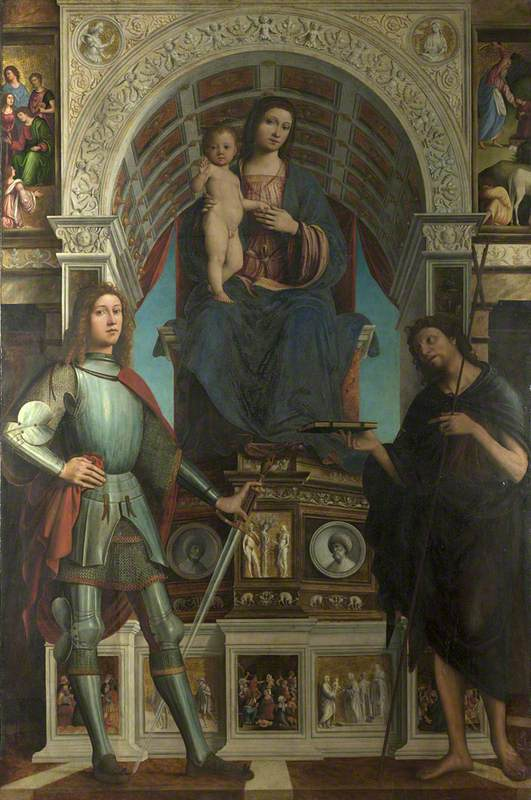
Алтарь Строцци. Мадонна на троне с Младенцем, «воином» и Иоанном Крестителем. 1499. Дерево, масло. Национальная галерея, Лондон
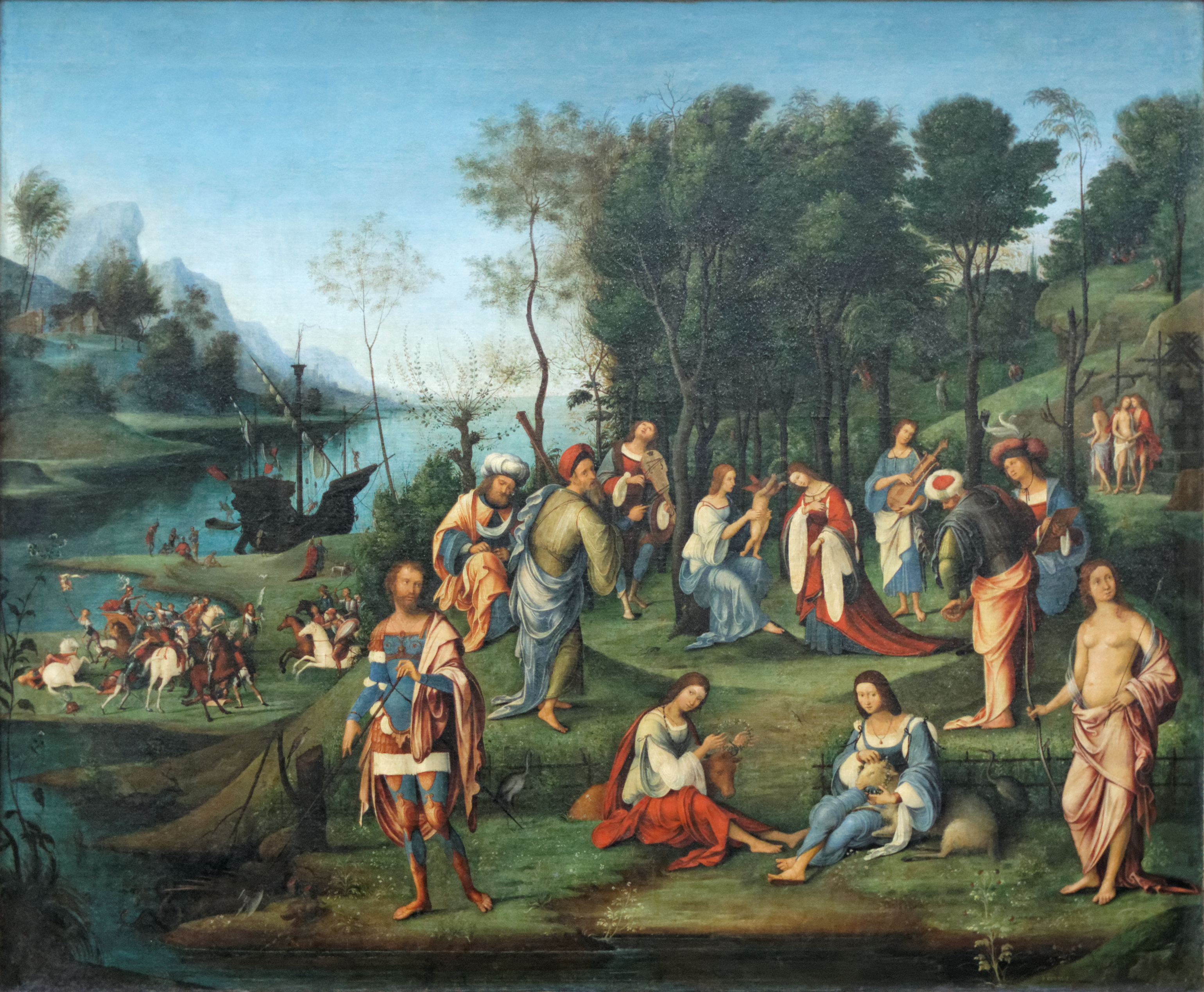
Изабелла д'Эсте в царстве Гармонии (Аллегория коронования Изабеллы д'Эсте). 1506. Холст, темпера, масло. Лувр, Париж
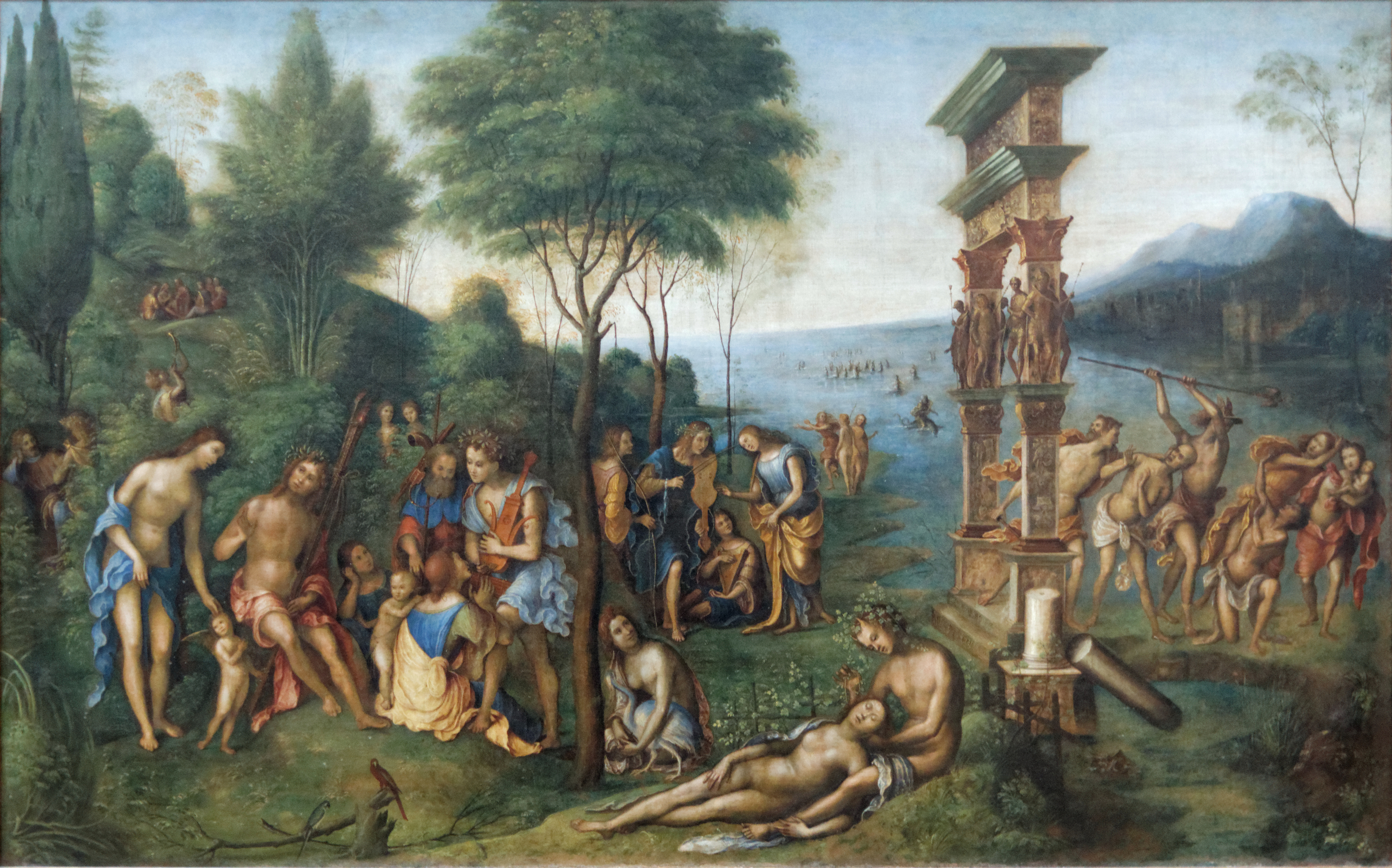
Правление бога Комуса. 1511. Холст, темпера. Лувр, Париж
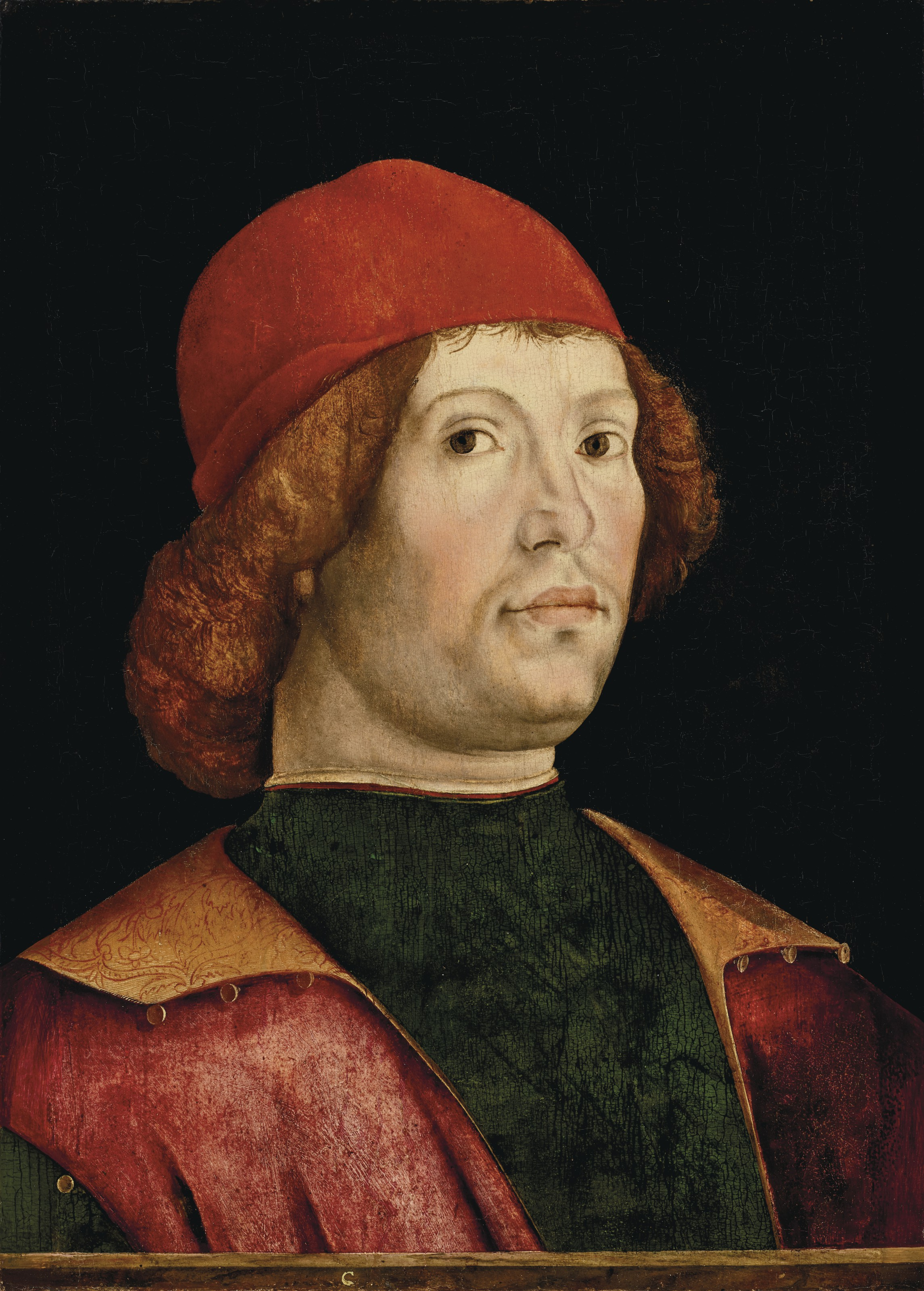
Портрет молодого человека в красном с золотом плаще и красном берете. Ок. 1490. Дерево, масло. Бруклинский музей, Нью-Йорк
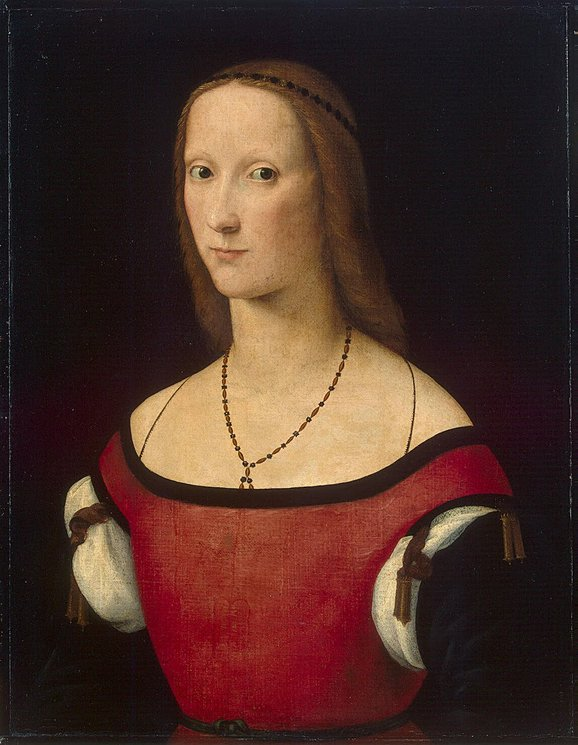
Женский портрет. 1505 – 1506. Холст, темпера, масло. Государственный Эрмитаж, Санкт-Петербург